# Heliophanoides epigynalis
Heliophanoides epigynalis là một loài nhện trong họ Salticidae. Loài này được phát hiện ở Ấn Độ và là loài điển hình của chi Heliophanoides.